# Nichtmenge
In der formalen Logik, genauer der Mengenlehre (auch in der formalen Ontologie), ist eine Nichtmenge (engl. nonset) ein Objekt, das keine Menge ist. Jede Nichtmenge ist ein Urelement.

## Eigenschaften
| {\displaystyle \forall \left(T\in {\mbox{Nichtmengen}}\right):\neg \exists \left(x\right):\left(x\in T\right)} | Eine Nichtmenge hat keine Elemente.   |
| {\displaystyle \emptyset \notin {\mbox{Nichtmengen}}}                                                          | Die leere Menge ist keine Nichtmenge. |

## Beispiele
- physikalische Gegenstände (z. B.: Tasse)
- Wasser, Gase
- Prozesse (z. B.: 100-Meter-Lauf, Verlauf einer Krankheit)
- Symbole